# Хэзелхёрст, Питер
Питер Джеймс Хэзелхёрст (англ. Peter James Haselhurst, 13 июля 1957) — австралийский хоккеист (хоккей на траве), полевой игрок. Участник летних Олимпийских игр 1984 года, чемпион мира 1986 года.

## Биография
Питер Хэзелхёрст родился 13 июля 1957 года.
В 1983—1985 годах в составе сборной Австралии трижды завоевал золотые медали Трофея чемпионов.
В 1984 году вошёл в состав сборной Австралии по хоккею на траве на летних Олимпийских играх в Лос-Анджелесе, занявшей 4-е место. Играл в поле, провёл 7 матчей, забил 3 мяча (по одному в ворота сборных Малайзии, Испании и ФРГ).
В 1986 году завоевал золотую медаль на чемпионате мира в Лондоне.